# Triphosa multilinearia
Triphosa multilinearia är en fjärilsart som beskrevs av John Henry Leech 1897. Triphosa multilinearia ingår i släktet Triphosa och familjen mätare. Inga underarter finns listade i Catalogue of Life.